# Sempervivum minus
Sempervivum minus är en fetbladsväxtart som beskrevs av William Bertram Turrill och Wale. Sempervivum minus ingår i släktet taklökar, och familjen fetbladsväxter. Inga underarter finns listade i Catalogue of Life.